# 8030 Williamknight
8030 Williamknight eller 1991 SK är en asteroid i huvudbältet som upptäcktes den 29 september 1991 av den australiensiske astronomen Robert H. McNaught vid Siding Spring-observatoriet. Den är uppkallad efter den amerikanske testpiloten William J. Knight.
Asteroiden har en diameter på ungefär 21 kilometer.